# Orsanmichele
Az Orsanmichele Firenze egyik temploma, a város történelmi központjában áll, keletről a via Calzaiuoli, északról a via Orsanmichele, nyugatról a via dell'Arte della Lana, délről pedig a via Lamberti utcák határolják. Eredetileg kolostorkert állt itt, ennek nevéből (Orto di San Michele – Szent Mihály-kert) alakult ki az Orsanmichele név.
A Mihály arkangyalnak szentelt gótikus stílusban épült templom a firenzei céhek szentélye volt. Helyén a 13. század végén nyitott oszlopcsarnok állt, ahol gabonatőzsde működött. Ez 1304-ben, tűzvészben leégett, ekkor kezdték el a mai templommá átformálni Francesco Talenti, Neri de Fioravante és Neri di Cione tervei alapján. Az átépítés 1337 és 1404 között zajlott. Az átépítés során a csarnok íveit befalazták, így egy kéthajós teret nyertek, amit templomnak rendeztek be, majd emeletet húztak rá, amit magtárként használtak. A földszint hajdani íveinek a helyét hármas ablakok töltik ki. A templom hátsó oldalát fedett folyosó köti össze az utca felett a gyapjúszövők egykori székházával, az Arte della Lanával.

## A szobrok
A templom külsejének a nevezetességei azok a szobrok, amelyek pillérekbe épített fülkékben kaptak helyet,  bemutatva a firenzei szobrászat stílusváltozásait a 15. század elejétől a 17. század elejéig. Az alábbi táblázatban a szobrok képe és leírása látható. A sorok elején lévő sorszám utal az alaprajzi képen látható sorszámokra.

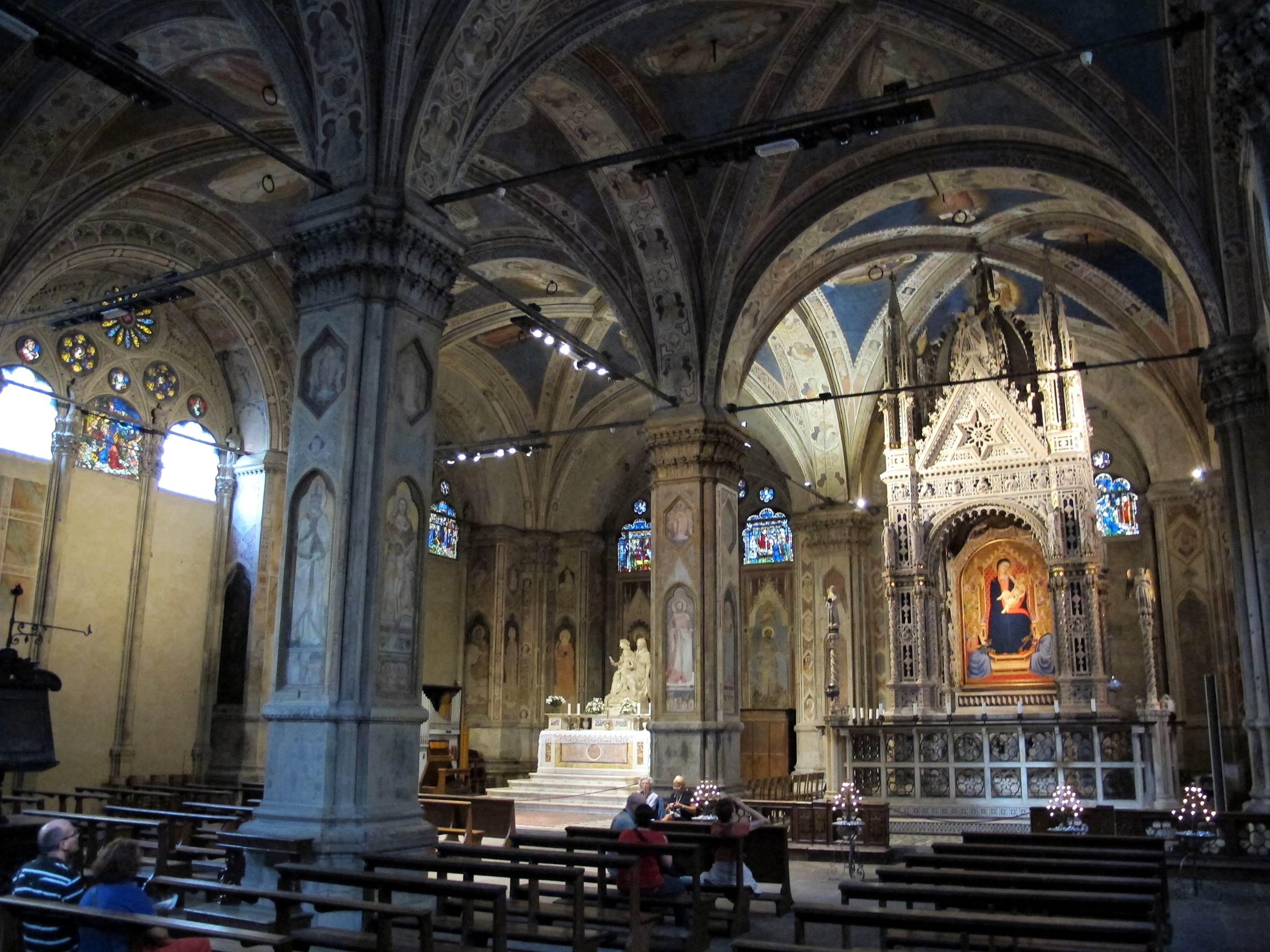
A templom belseje
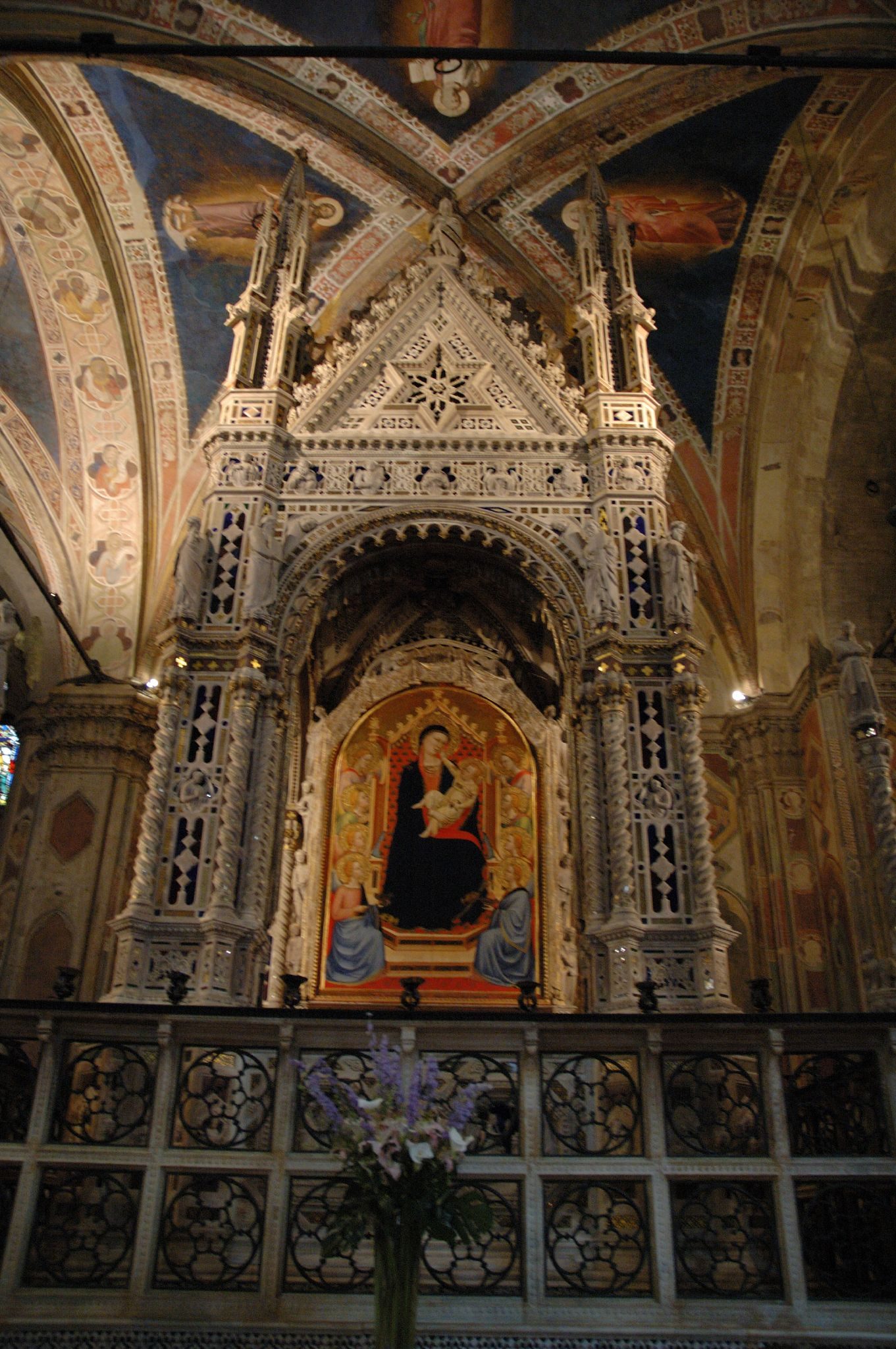
A tabernákulum
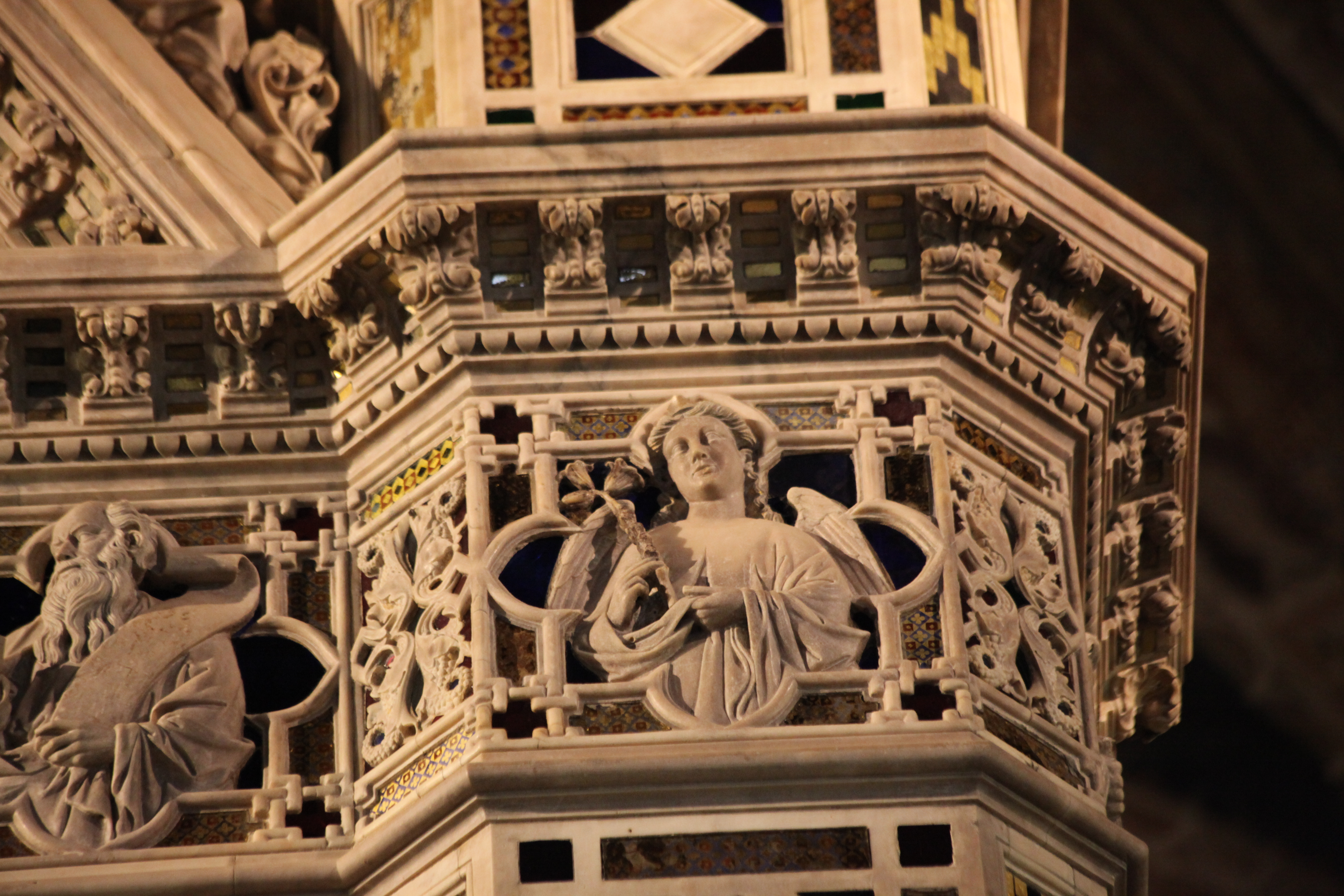
A tabernákulum részlete
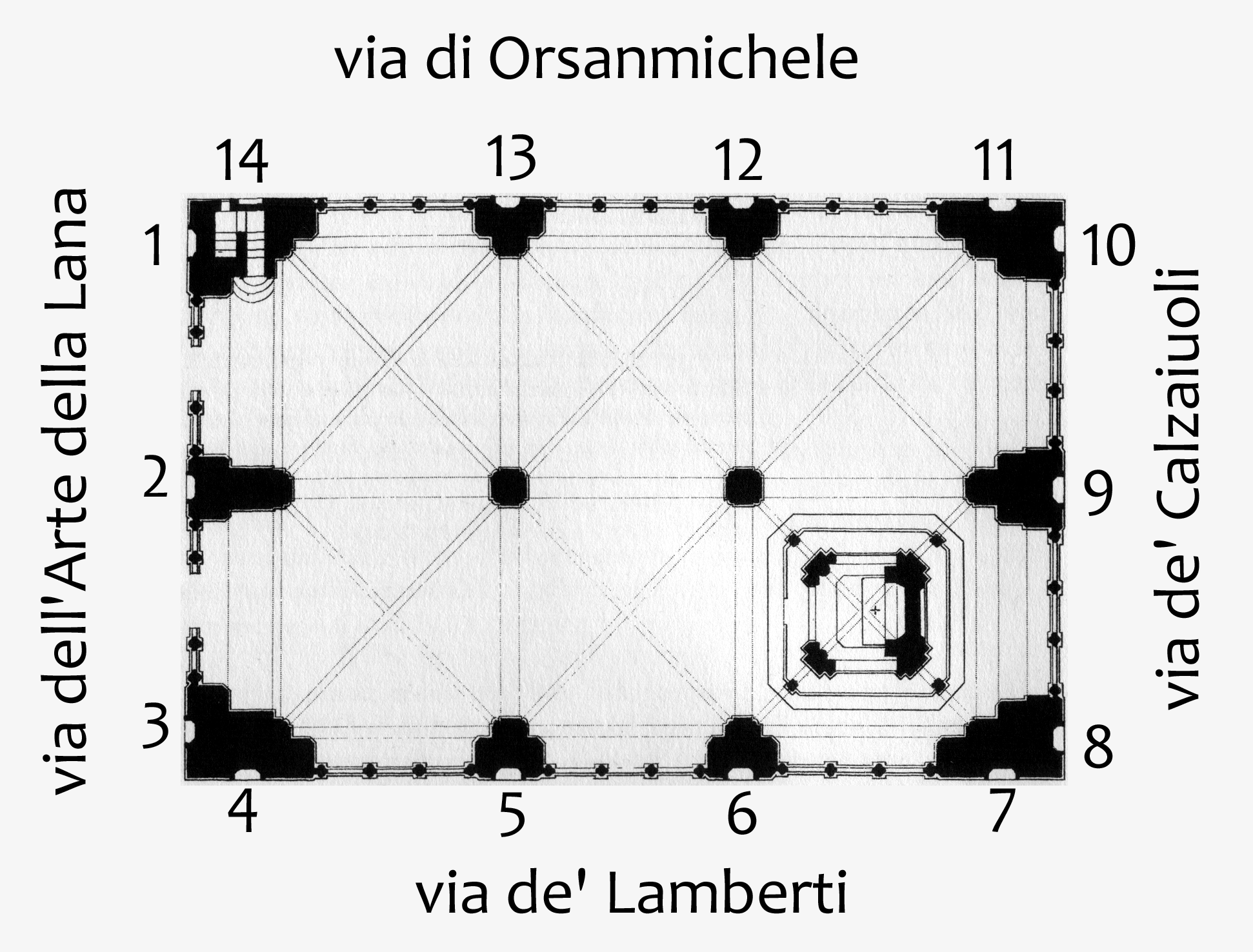
A templom alaprajza

Az alábbi táblázat a szobrokat az alaprajzon jelzett sorszámok szerint sorolja fel.
|    | Kép | Szobrász                                      | A szobor neve           | Anyag   | A készítés éve   | Magasság (cm) | A megrendelő céh                        | Állapot                           |
| -- | --- | --------------------------------------------- | ----------------------- | ------- | ---------------- | ------------- | --------------------------------------- | --------------------------------- |
| 1  |     | Lorenzo Ghiberti és Michelozzo                | Szent Máté              | bronz   | 1419-1423        | 270           | pénzváltók                              | eredeti                           |
| 2  |     | Lorenzo Ghiberti                              | Szent István            | bronz   | 1427-1428        | 260           | gyapjúszövők                            | másolat, az eredeti múzeumban     |
| 3  |     | Nanni di Banco                                | Szent Elígiusz          | márvány | 1417-1421 (1415) | 240           | patkolókovácsok                         | másolat, az eredeti múzeumban     |
| 4  |     | Donatello                                     | Szent Márk              | márvány | 1411-1413        | 248           | vászonszövők                            | másolat, az eredeti múzeumban     |
| 5  |     | Niccolò di Piero Lamberti vagy Ciuffagni      | Szent Jakab             | márvány | 1410-1422        | 213           | szűcsök                                 | másolat, az eredeti múzeumban     |
| 6  |     | Piero di Giovanni Tedesco vagy Simone Talenti | Szűz Mária              | márvány | kb. 1399         | 220           | orvosok és gyógyszerészek               | másolat, az eredeti múzeumban     |
| 7  |     | Baccio da Montelupo                           | János evangélista       | bronz   | 1515             | 266           | selyemszövők                            | másolat, az eredeti múzeumban     |
| 8  |     | Lorenzo Ghiberti                              | Keresztelő Szent János  | bronz   | 1412-1416        | 268           | kendőárusok                             | másolat, az eredeti múzeumban     |
| 9  |     | Andrea del Verrocchio                         | hitetlen Tamás és Jézus | bronz   | 1464-1483        | 241 és 203    | kereskedők                              | másolat, az eredeti múzeumban     |
| 10 |     | Giambologna                                   | Szent Lukács            | bronz   | 1597-1602        | 273           | bírák és jegyzők                        | másolat, az eredeti múzeumban     |
| 11 |     | Filippo Brunelleschi és Donatello             | Szent Péter             | márvány | 1408-1413        | 243           | mészárosok                              | másolat, az eredeti múzeumban     |
| 12 |     | Nanni di Banco                                | Szent Fülöp             | márvány | 1410-1412        | 250           | cipészek                                | másolat, az eredeti múzeumban     |
| 13 |     | Nanni di Banco                                | 4 koronás szent         | márvány | 1409-1417        | 203           | kőművesek, kőfaragók, ácsok és kovácsok | másolat, az eredeti múzeumban     |
| 14 |     | Donatello                                     | Szent György            | márvány | 1415-1417        | 209           | fegyverkovácsok                         | másolat, az eredeti a Bargellóban |

## A templom belseje
Az épület belső térhatása templomtól szokatlan, mivel középen vonul végig egy oszlopsor. Látnivalói közé tartozik Andrea Orcagna 1349 és 1359 között készített tabernákuluma, ami gazdagon faragott márványból készült és arannyal, mozaikokkal és féldrágakövekkel van díszítve. A tabernákulum egy azóta elpusztult szentkép foglalatának készült, jelenleg Bernardo Daddi 1348-ban készült Szűz Mária a Gyermekkel című kép látható benne.
A templom bal oldalának a végében álló oltár márvány alakjait Francesco da Sangallo készítette 1626 körül.